# Cabeza de payaso
Cabeza de payaso (en francés: Tête de Clown) es un óleo sobre cartón de Joseph Kutter, realizada en 1937.   

## Descripción
La pintura es un óleo sobre cartón con unas dimensiones de  centímetros. Es en la colección de la [[]], en Lisboa.

## Análisis
La pintura es un ejemplo del movimiento Salon de la Secesión. El pintor expresionista Joseph Kutter era el líder de este movimiento. De 1927 a 1930, el movimiento tuvo una exposición de arte vanguardista que se celebró en Luxemburgo.
Kutter comenzó a pintar payasos en 1935. Al principio, sus payasos eran alegres, pero desde 1936 hasta 1937, pintó una serie de payasos que sufren, expresando su preocupación acerca de su propia enfermedad.

## Europeana 280
En abril de 2016, la pintura Cabeza de payaso fue seleccionada como una de las diez más grandes obras artísticas de Luxemburgo por el proyecto Europeana.